# Příšovice (stacja kolejowa)
Příšovice – stacja kolejowa w miejscowości Příšovice, w kraju libereckim, w Czechach. Znajduje się na wysokości 245 m n.p.m..
Jest zarządzana przez Správę železnic. Na stacji nie ma możliwości zakupu biletów, a obsługa podróżnych odbywa się w pociągu. 

## Linie kolejowe
- 070 Praha – Turnov